# اچ‌ام‌اس کلئوپاترا (اف۲۸)
اچ‌ام‌اس کلئوپاترا (اف۲۸) (به انگلیسی: HMS Cleopatra (F28)) یک کشتی بود. این کشتی در سال ۱۹۶۴ ساخته شد.